# Parapimelodus valenciennis
Parapimelodus valenciennis är en fiskart som först beskrevs av Lütken, 1874.  Parapimelodus valenciennis ingår i släktet Parapimelodus och familjen Pimelodidae. IUCN kategoriserar arten globalt som livskraftig. Inga underarter finns listade i Catalogue of Life.